# Chace Stanback
Chace Michael Stanback (Los Angeles, 22 giugno 1989) è un ex cestista statunitense.

## Palmarès
- Coppa di Lega Svizzera (2015)